# Kyjiwśka Ruś Kijów
Kyjiwśka Ruś Kijów (ukr. Жіночий футбольний клуб «Київська Русь» Київ, Żinoczyj Futbolnyj Kłub "Kyjiwśka Ruś" Kyjiw) – ukraiński kobiecy klub piłkarski z siedzibą w Kijowie.

## Historia
Chronologia nazw:
- 1998—2001: Kyjiwśka Ruś Kijów (ukr. «Київська Русь» Київ)

Kobieca drużyna piłkarska Kyjiwśka Ruś Kijów została założona w Kijowie w 1998 przez Wołodymyra Husara. W 1999 klub debiutował w Wyszczej Lidze Ukrainy, w której zajął 4 miejsce. W następnym sezonie 2000 klub zdobył brązowe medale Mistrzostw Ukrainy. W 2001 został wicemistrzem. Ale potem przez odmowę finansowania przez władze miejskie został rozformowany.

## Sukcesy
- Wyszcza Liha:

wicemistrz: 2001
3 miejsce: 2000